# Mach 1 pour Steve Warson
Mach 1 pour Steve Warson est le quatorzième tome de la série Michel Vaillant. Il a pour thème principal le record du monde de vitesse sur terre, Steve Warson aidant son ami Chuck Danver, blessé, pour les essais d'un engin supersonique.

## Synopsis
Chuck Danver, ami de Steve Warson, a été blessé à la jambe alors qu'il s'apprêtait à atteindre la vitesse de Mach 1 au sol avec son véhicule, le Sonic Bird. Sa sœur Helen fait appel à Steve. D'abord agacé et peu loquace, Chuck finit par lui expliquer qu'un mystérieux personnage, le Leader, lui a proposé de faire sa tentative de record aux commandes d'un autre véhicule, le World Leader, ce qu'il a refusé. Mais le Leader a ensuite envoyé l'un de ses hommes blesser Chuck en représailles à son refus. Alors qu'une tentative du World Leader pour atteindre Mach 1 au sol se prépare sur le lac salé de Bonneville, Steve décide de prendre la place de Chuck aux commandes du Sonic Bird pour devancer le Leader.

## Véhicules remarqués

### Motos

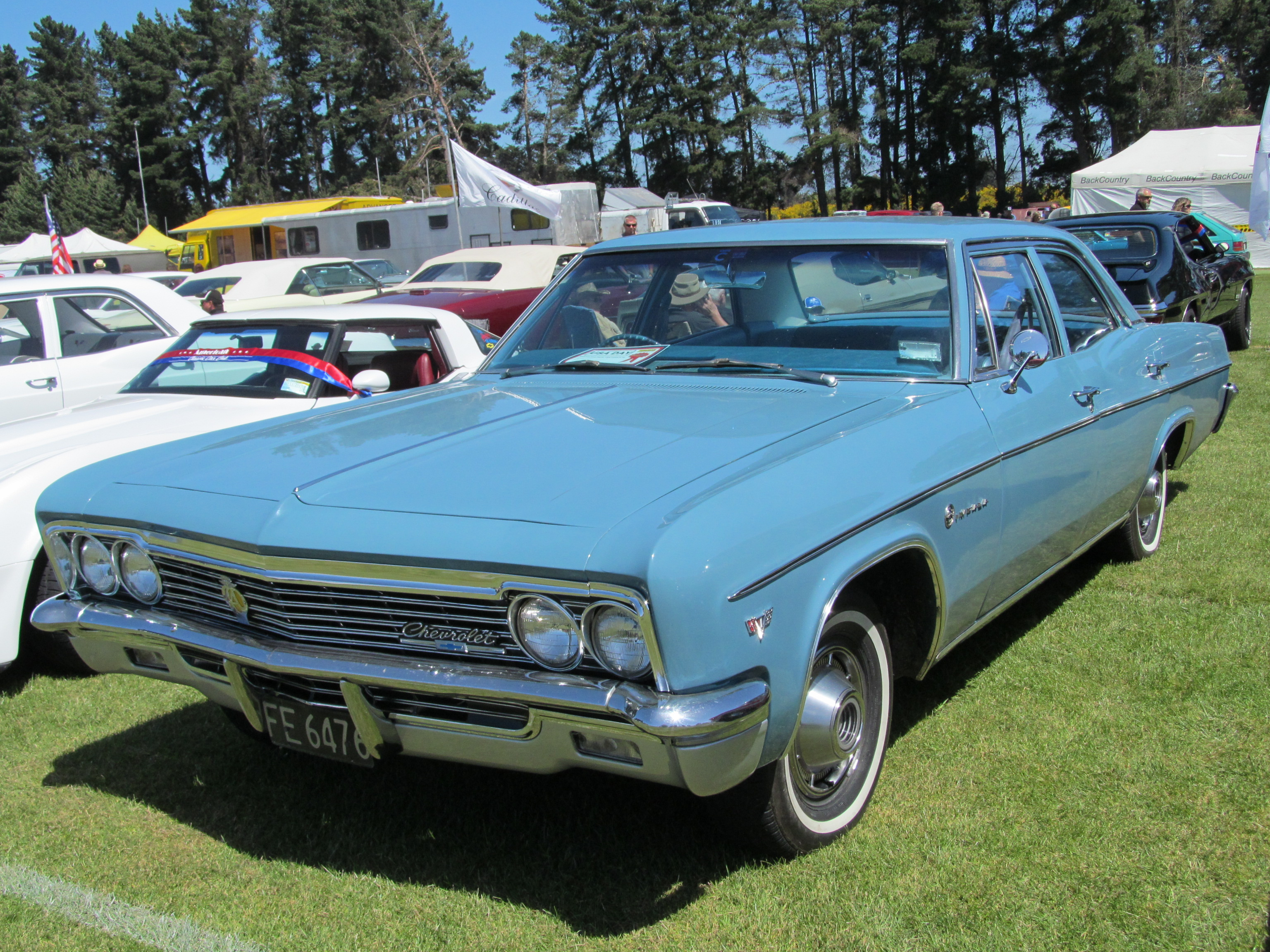
Une Chevrolet Impala 1966 semblable à celle de Chuck Danver.

- Harley-Davidson Electra Glide, motos de la bande des 'Devil Rowlers'

### Autos
- Chevrolet Impala 1966, voiture de Chuck Danver
- Oldsmobile Super 88 1962, voiture du shérif
- Chevrolet C20 1967, pick-up de l'Auto Club
- Ford GT40

### Aéronefs
- Beechcraft King Air
- Filper Research Beta (en), Hélicoptère du Leader

## Autour de l'album
C'est dans Mach 1 pour Steve Warson qu'apparait pour la première fois le Leader qui va devenir le principal ennemi du clan Vaillant dans de nombreux albums.

## Publication

### Revues
Les planches de Mach 1 pour Steve Warson furent publiées dans le Journal de Tintin entre le 17 janvier et le 6 juin 1967 (no 3/67 à 23/67).

### Album
Le premier album fut publié aux Éditions du Lombard en 1968 (dépôt légal 09/1968).